# 엘친 상구
엘친 상구(튀르키예어: Elçin Sangu, 1985년 8월 13일 ~ )는 터키의 배우, 모델이다. 드라마 《키라르크 아슈크》의 데프네 역으로 알려져 있다.